# Relaciones Alemania-Ecuador
Las relaciones entre Ecuador y Alemania existen desde 1922, y en el siglo XX se centran en la cooperación para el desarrollo, la política ambiental, el comercio y la inversión y la educación.

## Historia
En 1802, el explorador Alexander von Humboldt visitó Ecuador con su compañero de viaje Aimé Bonpland y escaló el Chimborazo. En la segunda mitad del siglo XIX, el vulcanólogo Wilhelm Reiss también visitó el país. En 1870, el jesuita alemán Theodor Wolf fue nombrado profesor de geología y mineralogía en la Universidad Central del Ecuador, en honor al volcán Wolf en las Islas Galápagos. El compositor germano-ecuatoriano Antonio Neumane compuso en el mismo año la melodía Salve, Oh Patria, que se convirtió en el himno nacional del Ecuador en 1886. El Imperio Alemán abrió una misión diplomática en Ecuador en 1922.  Después de que Adolf Hitler llegara al poder en Alemania, Ecuador aceptó entre 3.000 y 4.000 refugiados judíos y perseguidos por el régimen nazi entre 1933 y 1945.  Durante la Segunda Guerra Mundial, Ecuador rompió relaciones con Alemania en 1942 y declaró la guerra a las potencias del Eje el 2 de febrero de 1945, pero no se tiene registro de algún ataque por parte de Ecuador.
Tras el fin de la Segunda Guerra Mundial, Ecuador estableció relaciones con la República Federal de Alemania (RFA) en 1952, que abrió una legación en Quito que se convirtió en embajada tres años después. En la década de 1960, la RFA inició la cooperación para el desarrollo con el país. En 1965, la República Democrática Alemana abrió una misión comercial en Ecuador, y tras el fin de la Doctrina Hallstein, en 1973 se establecieron relaciones oficiales entre ambos países.  En abril de 1979, el político de la CDU Franz-Lorenz von Thadden murió en un accidente aéreo en Ecuador, donde inspeccionaba proyectos de desarrollo.
Después de la reunificación alemana, Ecuador se mudó a un nuevo edificio de embajada en 2001. En 2019, el presidente alemán Frank-Walter Steinmeier visitó Ecuador en visita de Estado para celebrar el 250 aniversario del nacimiento de Alexander von Humboldt y se reunió con el presidente Lenín Moreno.

## Sedes diplomáticas
- Alemania tiene una embajada en Quito.
- Ecuador tiene una embajada en Berlín y un consulado en Hamburgo.